# Marcha Trans

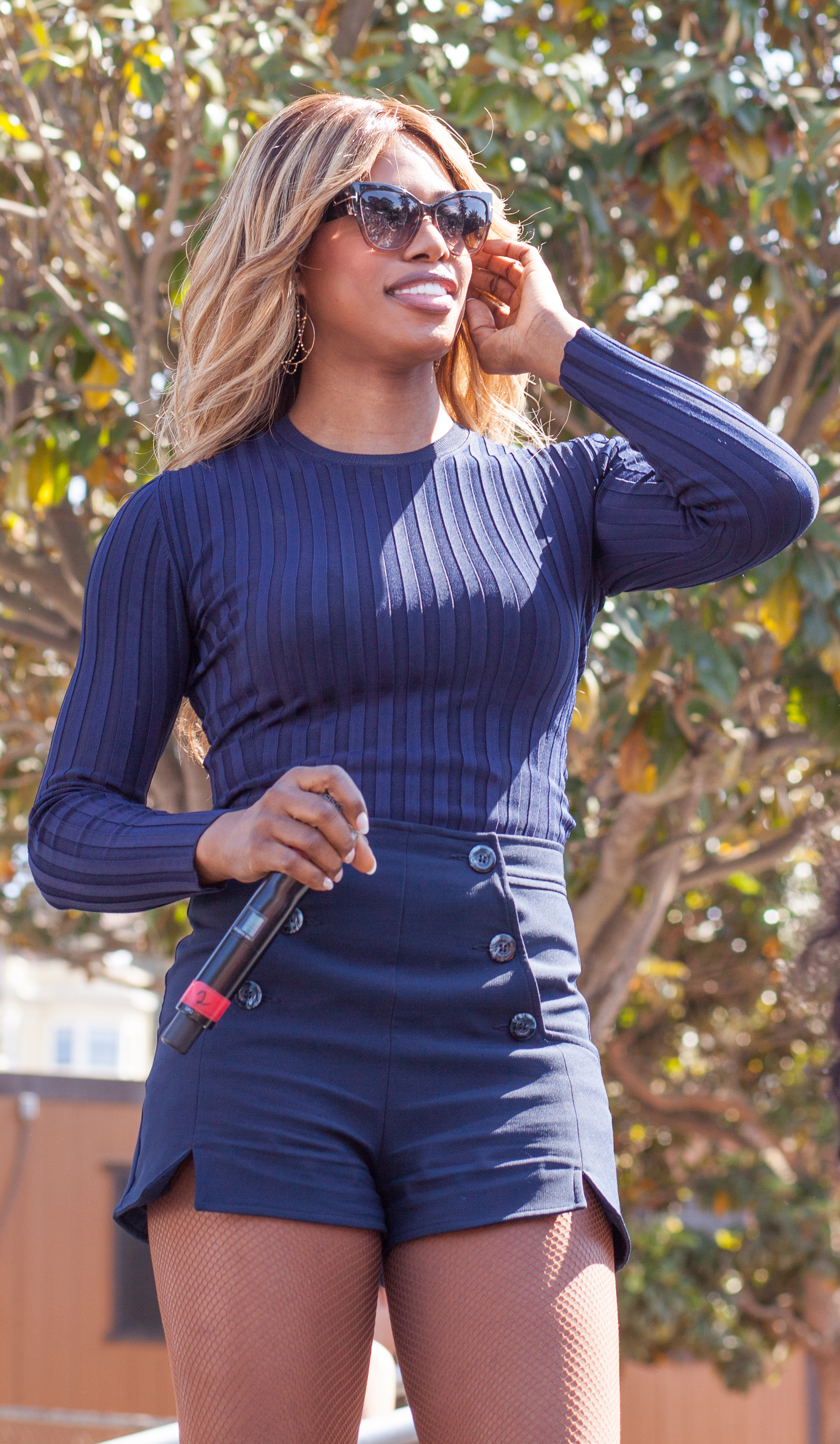
La activista LGBTI y actriz Laverne Cox durante la Marcha Trans de San Francisco en 2015.

La Marcha Trans (en inglés: Trans March) describe una serie de marchas, protestas o eventos que tienen lugar cada año en varias ciudades del mundo, a menudo durante la semana del Orgullo LGBT. Estos eventos son organizados por las comunidades trans para construir comunidad, y hacer frente a luchas por los derechos humanos, y crear más visibilidad. Una de las más conocidas es la Marcha Trans de San Francisco.